# Ellen Allgurin
Ellen Allgurin, född 10 maj 1994 i Värnamo, är en svensk tennisspelare.
Allgurin har vunnit en singel och en dubbeltitel på ITF-touren under sin karriär. Hon har ett vinst-förlust rekord på 4-2 för Sveriges Fed Cup-lag.